# Fonte Quente (Leiria)
A Fonte Quente é uma fonte de elevado interesse histórico localizada no sopé do monte de São Miguel, de onde brotam duas correntes, uma fria e outra tépida: a tépida constitui a Fonte Quente, também denominado por Olho de Pedro; a fria foi transformada num chafariz em 1824, hoje chamada Fonte dos Namorados, e onde já não corre água.
As águas eram sulfurosas e provaram-se as suas propriedades curativas, pelo que na Fonte Quente a água foi aproveitada para a realização de banhos, sendo durante muito tempo usada frequentemente pela população, especialmente aos sábados, até à instalação da rede de saneamento de água na cidade na década de 1930 do século XX. Hoje ainda podemos ver a casa com os dois tanques onde antes se efectuavam os banhos, mas a água foi desviada para passar por baixo da casa e brotar metros à frente.
Estas águas foram muito usadas pelo Convento de São Francisco, pelo que a água tépida alimentava os tanques do conto onde os religiosos tomavam banho (estas águas provinham da fonte de Sta. Catarina, a metros da Fonte Quente, que hoje já não existe).
A água era ainda conduzida para o convento (na outra margem do rio, perto do Maringá), da qual os religiosos bebiam depois de esfriada.